# Luigi Buzzi Leone
Luigi Buzzi Leone (Viggiù, 24 novembre 1823 – Viggiù, 14 marzo 1909) è stato uno scultore italiano.

## Biografia
Nasce a Viggiù, il 24 novembre 1823, da una famiglia di artisti, i Buzzi Leone, di cui sarà l'esponente più famoso. Il padre, Giacomo, fu direttore della Veneranda fabbrica del Duomo di Milano, mentre, il fratello maggiore, Giuseppe, si fece notare a Parigi per la rappresentazione realistica degli animali che modellava dal vero al Giardino Zoologico.
Buzzi Leone acquisì i primi rudimenti di scultura e di ornato nel suo paese natale, giovanissimo si trasferì a Milano per frequentare l'Accademia di Brera e gli studi di Pompeo Marchesi ed Innocenzo Fraccaroli. Partecipò vincendo diversi concorsi riservati agli allievi dell'Istituto.
Nel 1851 si aggiudicò il premio per il Pensionato Nazionale, e in seguito si trasferì a Roma tre anni, per perfezionare la sua preparazione: è fu anche l'occasione per ammirare da vicino i capolavori della classicità, fino a quel momento studiati solo su copie, e per la formazione di nuove ed importanti amicizie.
Buzzi Leone ritorna nel capoluogo lombardo, dove rimarrà per un lungo periodo, lavorando alla Fabbrica del Duomo di Milano, dove realizza S. Monica, S. Dionigi e S. Vitale e per l'Arco della Pace il bassorilievo dell'Apollo (su modello di Angelo M.Pizzi), quindi, si accosta alla poetica veristica e, tra il 1864 ed il 1867 esegue, con Abbondio Sangiorgio, le statue del Giorno e della Notte per il Palazzo dell'Amministrazione del Duomo in Camposanto.
Verso la fine degli anni cinquanta, risulta attivo anche nei cantieri del Duomo di Como.
Durante il suo soggiorno milanese il Buzzi Leone compare, fin dall'inizio della sua attività, in diverse esposizioni con lavori a bassorilievo o busti di piccolo formato, destinati ad arredare interni domestici o a decorare tombe di famiglia. Nonostante la modestia di questi lavori, avrà l'opportunità di esporre, a fianco di artisti di più consolidata fama, alle mostre internazionali di Londra e Parigi. Appartengono a questo periodo La Fuga in Egitto (1856), la Francesca da Rimini (1862) ed il Putto a cavallo di un Delfino (1891), di cui una riproduzione in marmo si trova nel cortile del palazzo comunale di Viggiù.

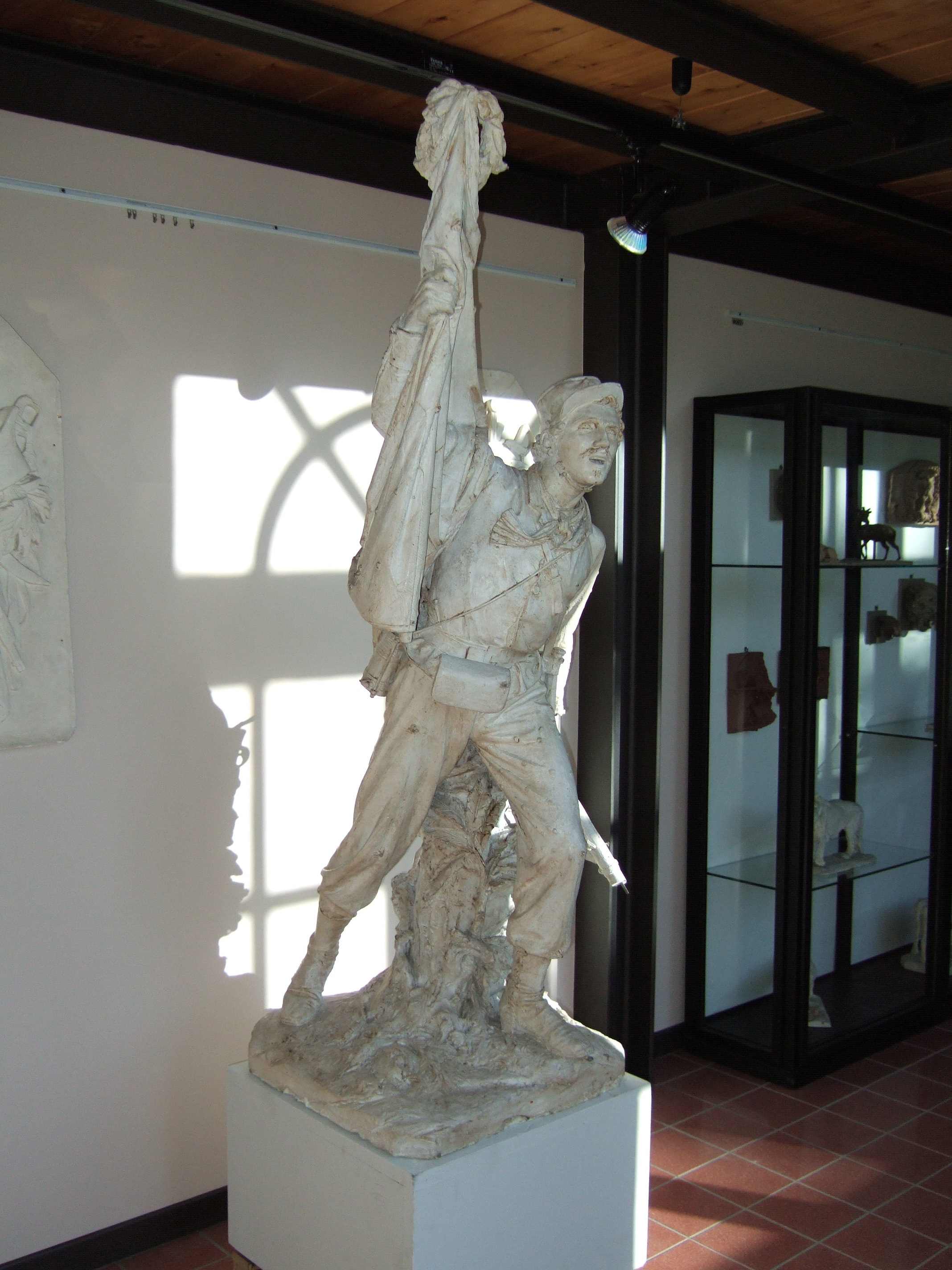
Modello della scultura al Museo della scultura viggiutese dell'Ottocento

Rientrato nel paese natale si troverà ben presto a dover provvedere al sostentamento della famiglia. A Viggiù trascorrerà gli anni della maturità e della vecchiaia,  esercitando in proprio l'attività di scultore, al servizio della municipalità varesina e delle famiglie più altolocate del circondario. A Varese realizzerà il monumento al Cacciatore delle Alpi (1867), in Piazza Podestà, ed il busto di Garibaldi, oggi conservato all'interno del Palazzo Comunale.
Le opere da lui realizzate che rimarranno a Viggiù sono i monumenti funerari del cimitero vecchio tra i quali: il Monumento Sepolcrale di Francesco Marinoni (1869) ed il Busto di Leopoldina Lazzaroni nobile Marinoni (1873).
Negli ultimi anni della sua vita insegna alla Scuola d'Arte di Varese dove lascia diverse sue opere.
Muore a Viggiù il 14 marzo 1909.
Circa una trentina di anni dopo la morte dello scultore la famiglia Gunella dona al Municipio di Viggiù le opere in gesso dello scultore facenti parte della collezione del Museo Butti ed esposte oggi nel "Museo della scultura viggiutese dell'Ottocento" collocato nell'antica Orangerie di Villa Borromeo.